# Землячка, Розалия Самойловна
Роза́лия Само́йловна Земля́чка (урождённая Залкинд; по первому мужу Берлин; по второму мужу Самойлова; 1876—1947) — террористка, российская революционерка, советский партийный и государственный деятель, заместитель главы Советского правительства (1939—1943). Участница революции 1905—1907 годов, в частности московского восстания в декабре 1905 года. 
Получила известность под кличкой «Демон», как одна из организаторов красного террора в Крыму в 1920—1921 годах, проводившегося в период Гражданской войны против бывших солдат и офицеров Русской армии П. Н. Врангеля и мирного населения, уличённого в связях с белогвардейцами. Под руководством Землячки были убиты десятки тысяч человек.

## Биография

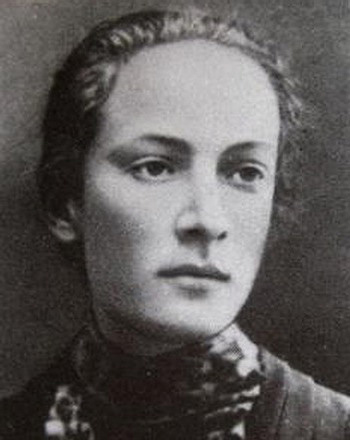
Р. С. Землячка в начале 1900-х годов

Родилась 20 марта [1 апреля] 1876 года в Киеве в богатой еврейской семье: отец — Самуил Маркович Залкинд — купец 1-й гильдии. Образование: Киевская женская гимназия и Лионский университет (медицинский факультет). В революционной деятельности с 1893 года (с 17 лет), примыкала к эсерам. С 1896 года — участник российского социал-демократического движения и член РСДРП. Подпольные псевдонимы — «Демон», «Осипов», «Валерия», «тётя Аня». С 1901 года — агент «Искры» в Одессе и Екатеринославе. Делегат II (от Одесского комитета РСДРП) и III (от ПК РСДРП) съездов РСДРП. В 1903 году кооптирована в ЦК партии. В 1904 году — член «Бюро комитетов большинства» (большевистский орган, параллельный объединённому ЦК РСДРП в условиях, когда партия ещё официально не раскололась на «большевиков» и «меньшевиков»).
В начале 1905 года — агент на Урале от «Бюро комитетов большинства». Писала 16 февраля Н. К. Крупской про состояние социал-демократических организаций: «Здесь я застала дела в ужасном виде. Комитет целиком провалился. Оказались группы по разным городам без комитета». Затем — секретарь Московского комитета РСДРП, партийный организатор Рогожско-Симоновского района, работала в военной организации РСДРП. Неоднократно арестовывалась.
В 1909 году — секретарь Бакинской партийной организации, затем была в эмиграции. В 1915—1916 годах — член Московского бюро ЦК РСДРП.
С февраля 1917 года — секретарь 1-го легального Московского комитета РСДРП(б); делегат 7-й (Апрельской) Всероссийской конференции и VI съезда РСДРП(б), в октябре 1917 года руководила вооружённым выступлением рабочих Рогожско-Симоновского района.
Преподавала на Пречистенских рабочих курсах.
После Октябрьской революции — на руководящей партийной и советской работе. Неоднократно избиралась членом ЦК и ЦКК ВКП(б).

### Участие в Гражданской войне
В 1918 году была назначена военкомом бригады. С 1918 по май 1919 года — заведующая политотделом 8-й, с 1919 по 1920 год — 13-й армий РККА. Как представитель политотдела 8-й армии в апреле 1919 года участвовала в Луганской обороне. С 1920 года — заведующая политотделом Северной железной дороги.
В марте 1919 года входила в «военную оппозицию».

#### Красный террор в Крыму
С ноября 1920 года по январь 1921 года являлась ответственным секретарём Крымского обкома РКП(б). Вошла в состав образованного 14 ноября 1920 года Крымского ревкома, во главе которого был поставлен Бела Кун. Вместе с ним, а также Георгием Пятаковым считается ответственной за проведение в Крыму массовых расстрелов жителей полуострова и пленных солдат и офицеров Русской армии П. Н. Врангеля.
М. Х. Султан-Галиев оставил о вышеупомянутом периоде деятельности Землячки следующие воспоминания:

тов. САМОЙЛОВА (Землячка) — крайне нервная и больная женщина, отрицавшая в своей работе какую бы то ни было систему убеждения и оставившая по себе почти у всех работников память «Аракчеевских времён». Не нужное ни к чему нервничание, слишком повышенный тон в разговоре со всеми почти товарищами, чрезвычайная требовательность… незаслуженные репрессии ко всем, кто имел хотя бы небольшую смелость «сметь своё суждение иметь» или просто «не понравиться»… В бытность тов. САМОЙЛОВОЙ в Крыму буквально все работники дрожали перед ней, не смея ослушаться её хотя бы самых глупых или ошибочных распоряжений.

По мнению историков Зарубиных, такое обращение Розалии Самойловны с «товарищами по партии» показывает, что с «классовыми врагами» она вообще не церемонилась.
В 1921 году за заслуги в деле политического воспитания и повышения боеспособности частей Красной армии Розалия Землячка была награждена орденом Красного Знамени. Она была первой женщиной, награждённой советским орденом.

### После Гражданской войны
В 1922—1923 годах — секретарь Замоскворецкого РК партии в Москве. В 1924—1925 годах — член Юго-Восточного бюро ЦК РКП(б), затем секретарь Мотовилихинского РК РКП(б) города Перми. В 1926—1931 годах — член коллегии наркомата НКПС. Делегат VIII, XI—XVIII съездов партии. С XIII съезда РКП(б) (1924) — член ЦКК. На XVII съезде ВКП(б) (1934) избрана членом Комиссии советского контроля, работала заместителем председателя и председателем Комиссии советского контроля.
Р. С. Землячка осуществляла общее руководство переездом Московского университета из Ашхабада в Свердловск (1942) и реэвакуацией из Свердловска в Москву (1943).
На XVIII съезде ВКП(б) избрана членом ЦК ВКП(б). В 1939—1943 годах — заместитель председателя Совнаркома СССР, с мая 1939 по сентябрь 1940 года — председатель Комиссии советского контроля при Совнаркоме СССР, затем (1943—1947) — заместитель председателя Комитета партийного контроля при ЦК ВКП(б).
Депутат ВС СССР 1—2-го созывов.
Автор воспоминаний о В. И. Ленине (см. сборник «Воспоминания о В. И. Ленине», т. 2, 1969, с. 82—86).
Проживала в доме на Набережной.
Умерла 21 января 1947 года (в годовщину смерти В. И. Ленина). Урна с прахом захоронена в Кремлёвской стене на Красной площади в Москве.

## Награды
- два ордена Ленина (03.09.1931, 01.04.1946)
- орден Красного Знамени (1921)[12]
- медаль «За оборону Москвы»
- медаль «За доблестный труд в Великой Отечественной войне 1941—1945 гг.»

## Семья
- Брат — Леонид Самойлович Залкинд (1861—1929) — участник народовольческого движения.
- Сестра — Мария Самойловна Цейтлина (1882—1976) — член РСДРП с 1901 года, врач.
- Первый муж — Шмуль Шмулевич Берлин, социал-демократ, член Киевской организации РСДРП. Познакомился с Розалией в тюрьме. Брак с 18.02.1901 г. Был в ссылке вместе с ней. Застрелился 05.02.1902 в Верхоленске.
- Второй муж (с 1920 года) — Самойлов

Детей в обоих браках не было.

## В культуре
О жизни и деятельности Розалии Землячки писательницей Верой Морозовой написано документальное произведение «Рассказы о Землячке». Лев Овалов посвятил ей биографическую повесть «Январские ночи» (серия «Пламенные революционеры»).
Розалия Землячка фигурирует в произведении Ивана Шмелёва «Солнце мёртвых», в мемуарах Ивана Папанина «Лёд и пламень», в романе Александра Сегеня «Господа и товарищи», а также в романе Игоря Болгарина «Адъютант его превосходительства».
Демьян Бедный посвятил Р. Землячке стихи следующего содержания:
От канцелярщины и спячки

Чтоб оградить себя вполне,

Портрет товарища Землячки

Повесь, приятель, на стене!

Бродя потом по кабинету,

Молись, что ты пока узнал

Землячку только на портрете,

В сто раз грозней оригинал!

## Киновоплощения
- «Товарищ Иннокентий» (1981) — Антонина Шуранова
- «В Крыму не всегда лето» (1987) — Нора Грякалова
- «Раскол» (1993) — Ирина Метлицкая
- «Солнечный удар» (2014) — Мириам Сехон

## Память
Имя Землячки носят улицы в:
- Волгограде (Дзержинский район)
- Воронеже (Железнодорожный район)
- Дмитриеве
- Кокшетау

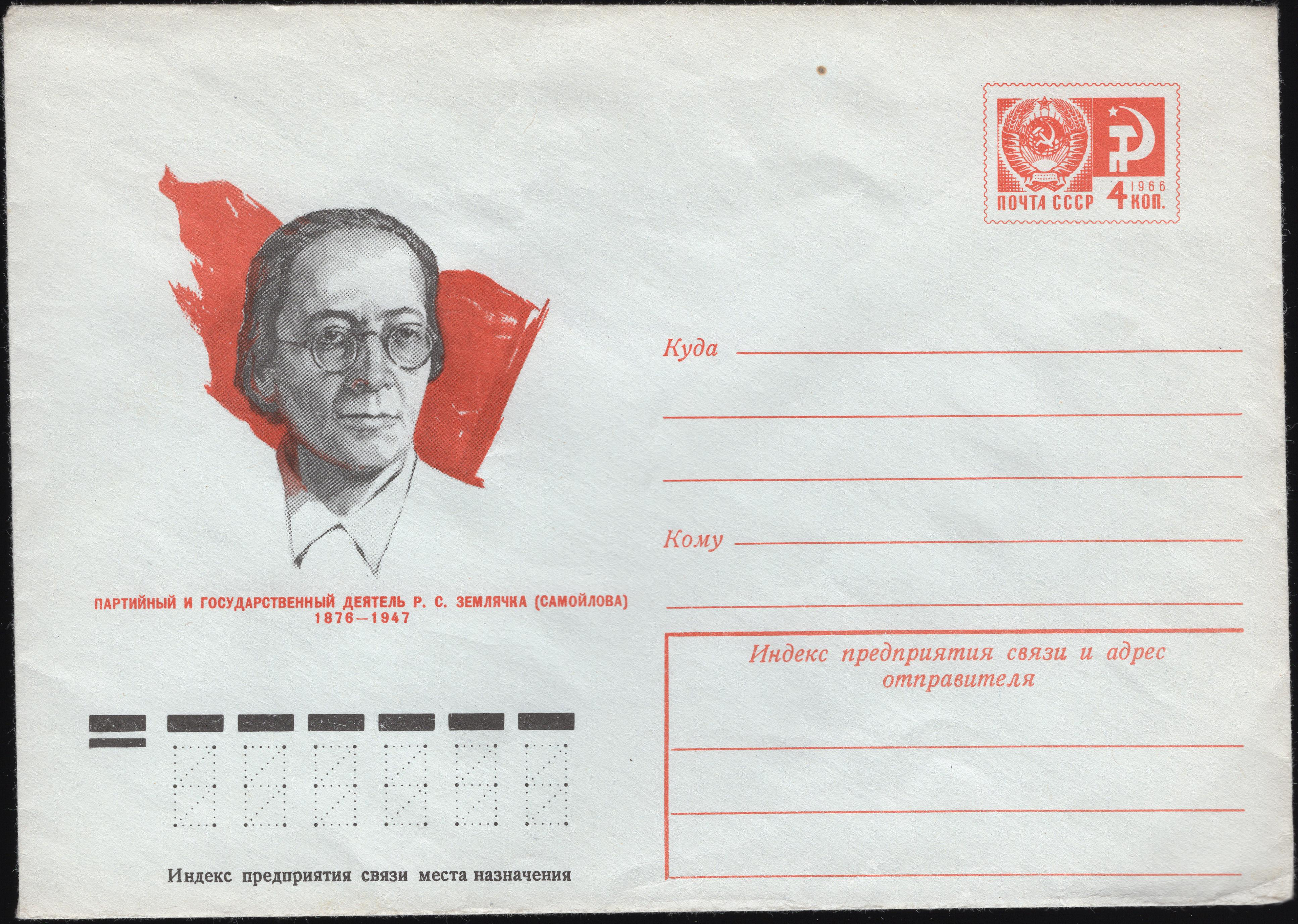
Художественный маркированный конверт СССР, 1975 год

- Нижнем Новгороде (Сормовский район)
- Нижнем Тагиле (Тагилстроевский район)
- Перми (Мотовилихинский район)
- Прокопьевске (Центральный район)
- Серове (микрорайон Сортировка)
- Соликамске (микрорайон Боровск)
- Шымкенте

переулки в:
- Екатеринбурге (Орджоникидзевский район). Имя переулку в тогда ещё г. Свердловске было дано в начале 1960-х гг.

скверы в:
- Перми (Мотовилихинский район). В феврале 2023 г. было принято решение о переименовании сквера[13].

Имя Землячки носили:
- Большая Татарская улица в Москве (1947—1991)
- Большая Железнодорожная улица в Киеве (1963—2005), с 2005 года носит имя Татьяны Яблонской
- улица в Одессе, ныне Испанская